# Hybodontidae
De Hybodontidae zijn een familie van uitgestorven haaien die voor het eerst verschenen in het Mississippien van het Carboon en verdwenen aan het einde van het Laat-Krijt.

## Geslachten
- Asteracanthus
- Dicrenodus
- Egertonodus
- Hybodus
- Meristodonoides
- Planohybodus
- Priohybodus
- Sphenonchus
- Tribodus